# 2011年夏季世界大学生运动会加拿大代表团

加拿大代表团旗帜

2011年夏季世界大学生运动会加拿大代表团的运动员人数有247人。

## 奖牌榜
| 名次 | 代表团 | 金牌 | 银牌 | 铜牌 | 总数 |
| ---- | ------ | ---- | ---- | ---- | ---- |
| 43   | 加拿大 | 0    | 5    | 3    | 8    |

## 奖牌获得者

### 银牌
1. 男子跳马：内森
2. 女子50米蛙泳：范拜伦
3. 女子200米仰泳：希拉里·考德威尔
4. 女子100米蛙泳：泰拉-科琳-范-贝伦
5. 男子篮球

### 铜牌
1. 体操男子个人全能：加富伊克
2. 举重-女子69公斤级：纳多
3. 跆拳道-女子49-53公斤级：伊维特-冈达